# Melanie Wehbe
Melanie Wehbe, folkbokförd som Melanie Gabriella Hayrapetian, född 2 december 1991 i Västerås Skerike församling, Västmanlands län, är en svensk sångerska och låtskrivare. Hon är mest känd som låtskrivare tillsammans med Patrik Jean och Herman Gardarfve. Tillsammans har trion skrivit och producerat två stycken vinnarlåtar till Idol både 2017 och 2019 samt skrivit låten "Move" för gruppen The Mamas som blev vinnarlåten i Melodifestivalen 2020. Wehbe deltog även under 2023 i Melodifestivalens tredje deltävling i Lidköping.

## Diskografi

### Singlar
- 2016 – Wasted
- 2018 – Make Room
- 2018 – Forget You
- 2019 – Irony
- 2019 – Shy (Melanie Wehbe label)[4]
- 2019 – Shy (Sistek remix)
- 2020 – Nothing
- 2021 – Sugarcoat
- 2022 – Like I Do
- 2022 – All the Rest
- 2022 – Bloom
- 2023 – Part Of Me (Lanné, Max Lean)

### EP
- 2022 – Bloom

## Kompositioner
- 2018 – Make Room med sig själv (skriven tillsammans med Helmer Norrby och Patrik Jean).
- 2018 – Forget You med sig själv (skriven tillsammans med Herman Gardarfve och Patrik Jean).
- 2019 – Irony med sig själv (skriven tillsammans med Helmer Norrby och Patrik Jean).
- 2019 – Shy med sig själv (skriven tillsammans med Karl-Frederik Reichhardt).[4]
- 2020 – Nothing med sig själv (skriven tillsammans med Helmer Norrby och Herman Gardarfve).
- 2021 – Sugercoat med sig själv (skriven tillsammans med Herman Gardarfve och Patrik Jean).
- 2022 – Like I Do med sig själv (skriven tillsammans med Karl-Frederik Reichhardt och Patrik Jean).
- 2022 – All the Rest med sig själv (skriven tillsammans med Liam Cacatian Thomassen och Oliver Heinänen).
- 2022 – Bloom med sig själv (skriven tillsammans med Erik Paganelli, Helmer Norrby, Herman Gardarfve och Patrik Jean).
- 2022 – Nothing Like You med sig själv (skriven tillsammans med Herman Gardarfve och Patrik Jean).
- 2022 – Rules med sig själv (skriven tillsammans med Karl-Frederik Reichhardt).
- 2022 – Say, What's on Your Mind? med sig själv (skriven tillsammans med Helmer Norrby).
- 2023 – Part Of Me med Lanné, Max Lean och sig själv (skriven tillsammans med Benjamin Darm, Bjarne Langenohl, Eirik Gjendemsjö, Manuel Khoury, Maximilian Grasberger, Patrik Kamsties och Sebastian Bliem).

### Melodifestivalen
- 2014 – Glow med Manda (skriven tillsammans med Joy Deb, Linnea Deb och Charlie Mason).

- 2019 – Victorious med Lina Hedlund (skriven tillsammans med Dotter, Dino Medanhodzic och Richard Edwards).

- 2020 – Move med The Mamas (skriven tillsammans med Herman Gardarfve och Patrik Jean).

- 2021 – Rich med Julia Alfrida (skriven tillsammans med Julia Alfrida och Jimmy Jansson).

- 2021 – Tears Run Dry med Patrik Jean (skriven tillsammans med Herman Gardarfve och Patrik Jean).

- 2022 – The End med Angelino (skriven tillsammans med Julie Aagaard, Angelino Markenhorn och Thomas Stengaard).

- 2023 – All My Life (Where Have You Been) med Wiktoria (skriven tillsammans med Herman Gardarfve, Patrik Jean och Wiktoria Johansson).

- 2023 – For the Show med sig själv (skriven tillsammans med Herman Gardarfve och David Lindgren Zacharias).